# Tilly at the Football Match
Tilly at the Football Match è un cortometraggio muto del 1914 diretto da Hay Plumb.

## Trama
Quando Tilly e Sally prendono il premio della gara di football e la torta che dovrebbe andare alla squadra vincitrice, del furto viene accusato un incolpevole barbone.

## Produzione
Il film fu prodotto dalla Hepworth.

## Distribuzione
Distribuito dalla Hepworth, il film - un cortometraggio di 183 metri - uscì nelle sale cinematografiche britanniche nel dicembre 1914.
Fu distrutto nel 1924 dallo stesso produttore, Cecil M. Hepworth. Fallito, in gravissime difficoltà finanziarie, Hepworth pensò in questo modo di poter almeno recuperare il nitrato d'argento della pellicola.